# نوکساپاتر (میسیسیپی)
نوکساپاتر (به انگلیسی: Noxapater) شهرکی در ایالت میسیسیپی کشور ایالات متحده آمریکا است که جمعیت آن در سرشماری سال ۲۰۱۰ میلادی، ۴۷۲
نفر بوده‌است.